# أريس ديموناهان
أريس ديموناهان مواليد 21 مارس 1978، هو مدرب كرة سلة فلبيني ولاعب معتزل. بدأ مسيرته الاحترافية في سنة 2003. يدرب في الرابطة الفلبينية لكرة السلة. يبلغ طوله 6 قدم 0 بوصة (1.8 م). اعتزل اللعب في 2013.

## المسيرة الاحترافية
لعب مع بارانجي جينبرا سان ميغيل من سنة 2003 إلى 2006، ثم لعب مع باراكو بول إنرجي من سنة 2006 إلى 2008، ثم لعب مع باوريد تايغرز في موسم 2008–2009، ثم لعب مع ألاسكا أيسز في سنة 2011.